# Rivoluzione di Liegi
(Charles Joseph de Ligne)
Con l'espressione Rivoluzione di Liegi (in vallone Binamêye revolucion, ovvero "felice rivoluzione") si definisce un violento rivolgimento politico, che, alla fine del XVIII secolo, preparò la fine del Principato vescovile di Liegi e portò alla proclamazione della Repubblica di Liegi. Essa ebbe inizio il 18 agosto 1789 e venne definitivamente repressa il 12 gennaio 1791.

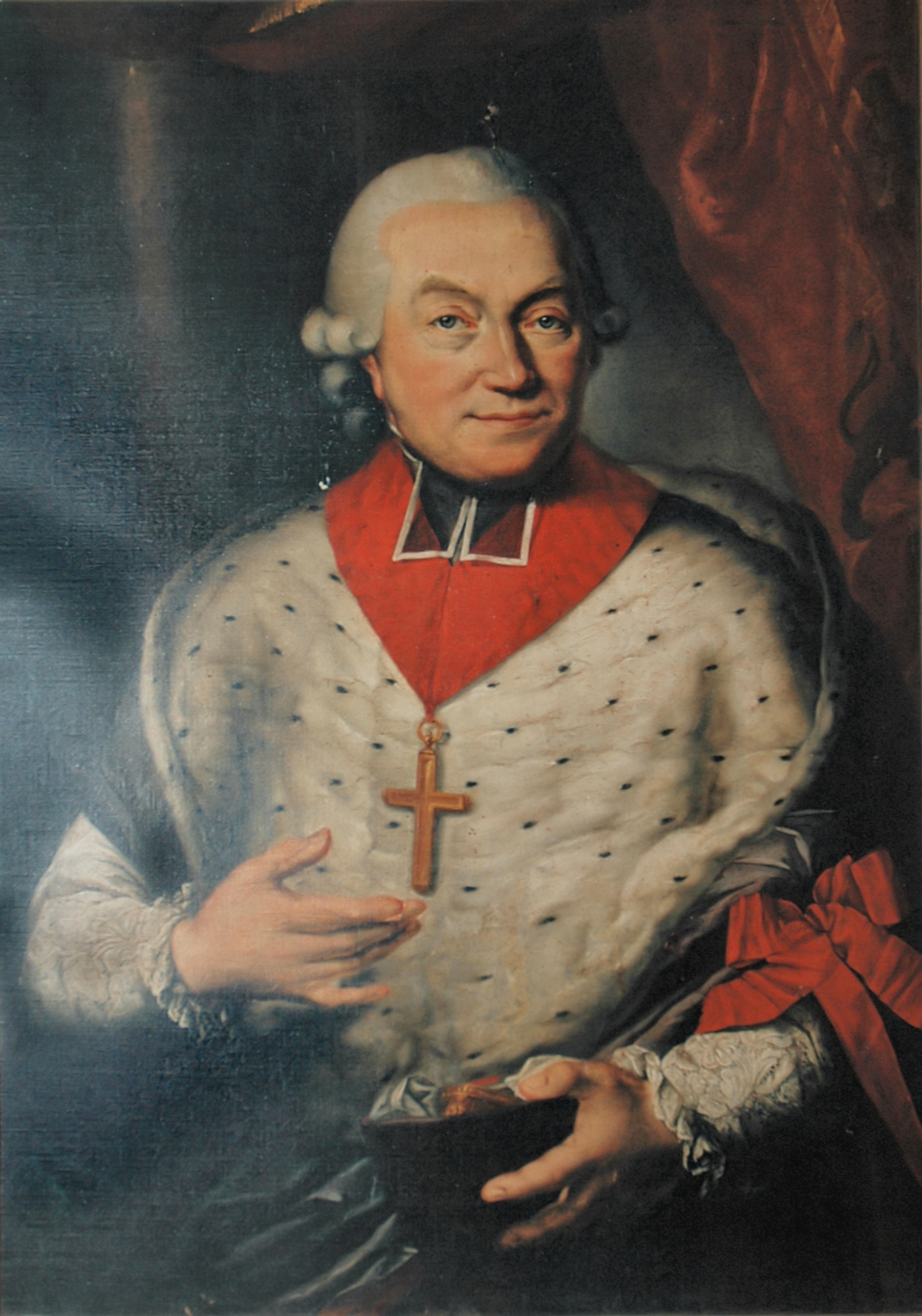
Il Principe vescovo de Hoensbroeck

## Contesto

### La successione vescovile

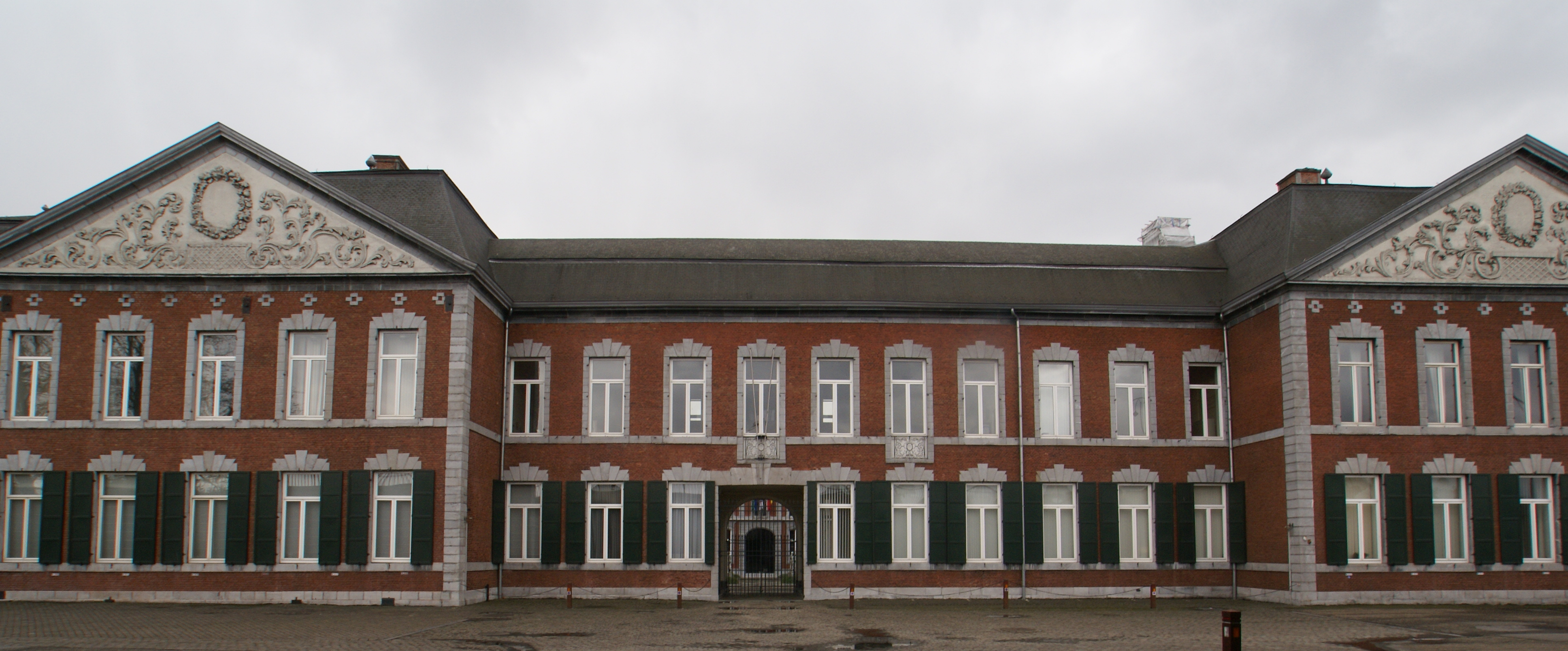
La residenza dei Principi Vescovi à Seraing

Dal 1772 al 1784, il trono episcopale venne occupato dal vescovo de Velbrück. Egli incoraggiò le "idee nuove" dell'Illuminismo, specie fondando, nel 1779, una "società di emulazione" (Société libre d'émulation), per incoraggiare "il gusto delle arti e delle lettere e delle scienze". Da essa usciranno alcuni capi della rivoluzione.
Alla sua morte, nel 1784, gli successe lo Hoensbroeck. Venne giudicato assai più autoritario e reazionario del suo predecessore. Non solo nel senso che fu meno aperto alle "idee nuove", ma anche che non incoraggiò in alcun modo un'attenuazione dei poteri, non amplissimi, che la costituzione del Principato assegnava al Principe Vescovo.

### Antiche rivendicazioni costituzionali
In particolare, da circa un secolo, il dibattito atteneva al cosiddetto Regolamento del 1684, una costituzione politica che Massimiliano Enrico di Baviera, Principe vescovo fra il 1650 ed il 1688, aveva imposto per emendare la precedente, che lasciava maggior potere al terzo stato (i ceti mercantili ed urbani, in particolare, mai il grosso del terzo stato, sempre ovviamente e come ovunque escluso dai giochi) in materia di elezione dei magistrati cittadini ed amministrazione municipale.
Tale Regolamento del 1684 aveva potuto essere imposto, anche perché la famiglia di Baviera ne aveva conquistato l'autorità attraverso la repressione di due insurrezioni: la prima, nel 1649, allorché il predecessore Ferdinando di Baviera si era spinto sino ad assediare e bombardare Liegi per reprimere le pretese del 'partito popolare' (detto dei Grignoux, in opposizione ai Chiroux, partigiani del principe), che si era imposto con una rivolta nel 1646; la seconda nel 1684.

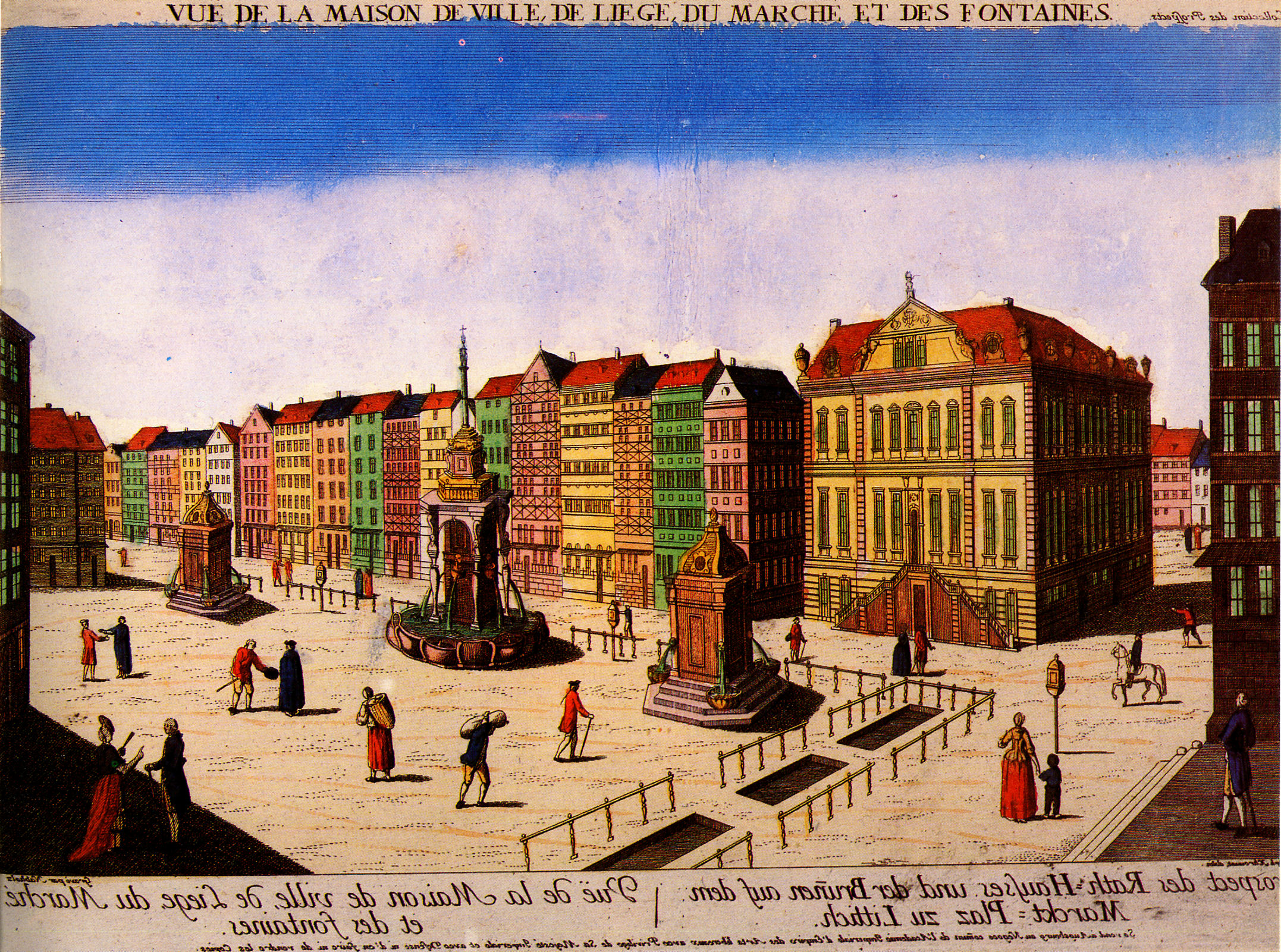
La piazza del Mercato e l'hôtel de ville di Liegi alla metà del XVIII secolo.

Da quel momento il potere politico appartenne, per un secolo e mezzo, al Principe Vescovo, ai canonici della Cattedrale di Saint-Lambert ed all'aristocrazia (i tréfonciers), che lo esercitavano attraverso un'assemblea detta degli Stati. E per circa un secolo e mezzo la borghesia urbana non ottenne mai di recuperare le antiche libertà (o privilegi, che dir si voglia).
Occorre insistere, comunque, sulla circostanza che il Regolamento del 1684 interveniva esclusivamente in materia di elezione dei magistrati cittadini ed amministrazione municipale, ma lasciava intatte le antiche carte. Ad esempio gli "Stati" conservavano pienamente il diritto di votare le tasse. E, quanto all'esclusione dalla loro composizione dei segmenti inferiori del primo (il basso clero), del secondo (la piccola nobiltà) e del terzo stato (il popolo in senso stretto), tale esclusione non faceva certo scandalo nell'Europa del XVIII secolo, dominata, al più, dal principio del dispotismo illuminato. Tanto che anche un polemista radicale come il Mirabeau, che visitò il Principato nel 1787, alla vigilia della rivoluzione, poteva commentare: «Noi Francesi cerchiamo di fare una rivoluzione per ottenere qualcuna delle garanzie che voi di Liegi da secoli possedete».

### L'affare della casa da gioco
Fra gli avvenimenti pivotali della crisi, si ricorda la questione delle case da gioco della città termale di Spa: qui, il principe aveva concesso il monopolio del gioco d'azzardo agli abitanti della cittadina che gestivano due case da gioco. Avendo tal Noël Joseph Levoz apertane una terza, nel 1785, il de Hoensbroeck reagì inviando, nel giugno 1787, 200 soldati e due cannoni ad imporre la chiusura della casa da gioco illegale.
Orbene, la questione divenne politica, in quanto il monopolio era stato concesso dal Principe vescovo "di sua sola autorità", mentre la costituzione prevedeva che una legge non potesse essere pubblicata senza il consenso degli Stati, ovvero l'assemblea del primo, secondo e terzo stato, che pure sopravviveva.
La chiusura della casa da gioco, quindi, divenne l'epifenomeno dell'abuso dei poteri costituzionali che i borghesi attribuivano al principe. Il processo che seguì, quindi, catalizzò i polemisti dell'opposizione.

### L'esempio della rivoluzione francese
Il Principato era però un'entità politica troppo piccola perché la condotta della politica interna potesse prescindere dagli eventi che interessavano le vicine e confinanti potenze. Anzitutto Parigi: con la Presa della Bastiglia e la Notte del 4 agosto 1789, quando l'Assemblea Nazionale Costituente, riunita a Versailles, aveva decretato la soppressione dei diritti feudali, delle decime, contro riscatto e di un'infinita serie di prerogative provinciali e municipali ed il sistema delle corporazioni.

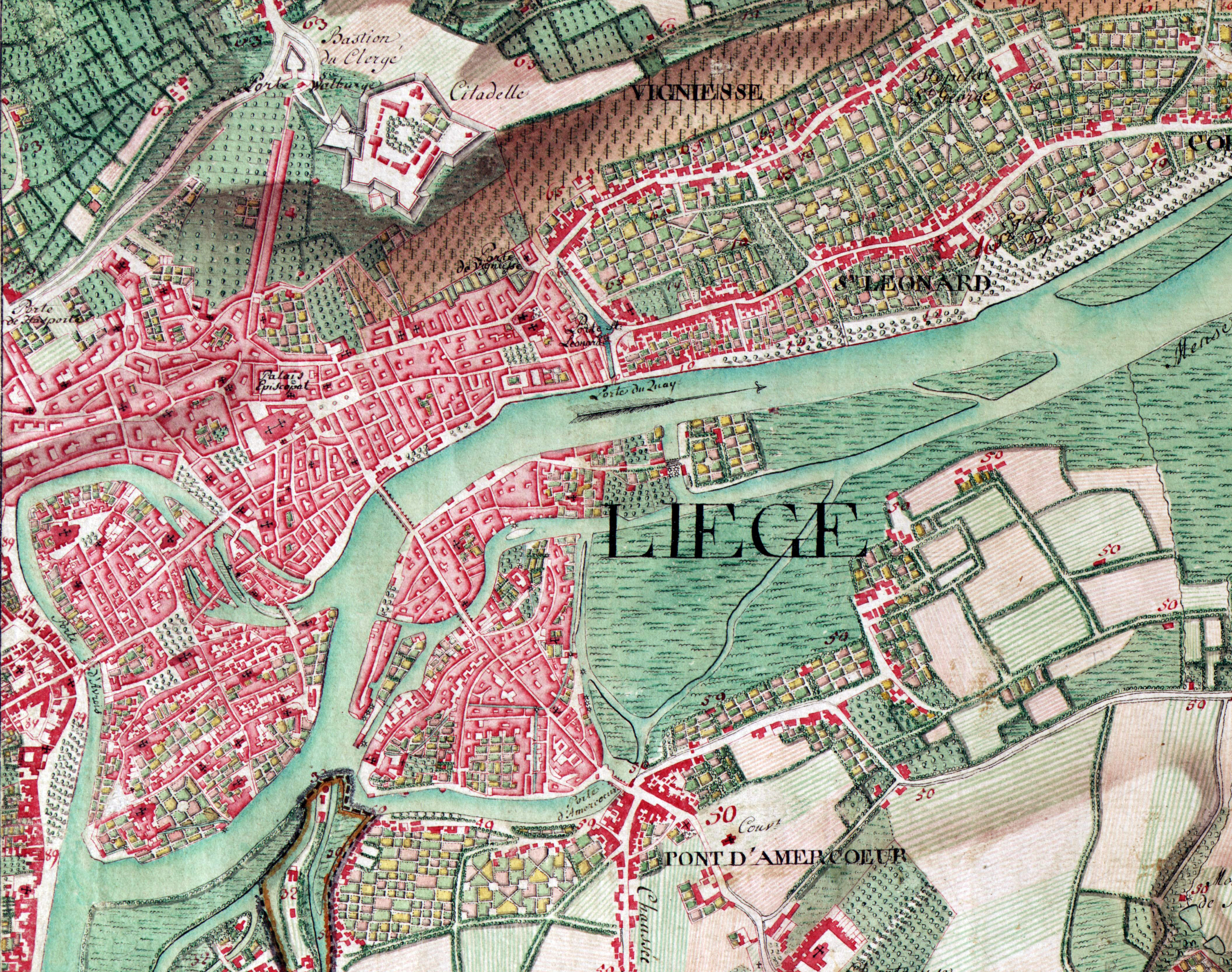
Liegi nel 1775, dalle carte del de Ferraris

## La rivoluzione
Il 18 agosto 1789 il partito democratico, incoraggiato da questi eventi esterni, mise in atto un colpo di mano: una milizia borghese, guidata da Jean-Nicolas Bassenge si recò all'hôtel de ville, dove impose le dimissioni del magistrato in carica, sostituito d'imperio con due borgomastri "popolari": Jacques-Joseph Fabry e Jean-Remy de Chestret. Non solo, essi s'impossessarono anche della cittadella della città, sulla soprastante collina di Sainte-Walburge. E il Principe vescovo venne scortato dalla milizia all'hôtel de ville, ove «sanzionò tutto quello che era accaduto nella giornata», ovvero confermò i nuovi magistrati e, soprattutto, rinunciò al tanto contestato Regolamento del 1684. L'indomani, la milizia borghese assistette ad un Te Deum in cattedrale. Eppoi il Principe vescovo passò nel suo castello di Seraing.

## Una posizione internazionale assai incerta

### Fuga del Principe Vescovo
Alcuni giorni più tardi, però, de Hoensbroeck poté fuggire e rifugiarsi a Treviri, in Germania, allora sede di un altro, assai potente, principato vescovile. Il suo Principe vescovo, Clemente Venceslao di Sassonia, che era anche elettore dell'Impero, ebbe abbastanza influenza da pretendere che il tribunale imperiale di Wetzlar condannasse l'insurrezione di Liegi ed ordinasse, con decreto del 27 agosto, il ristabilimento del principe nei suoi poteri. Tali avvenimenti incoraggiarono i più radicali fra i democratici a proclamare, a Liegi, la repubblica ed approvare una costituzione piuttosto liberale.

### Mancato sostegno delle potenze
La fuga del Principe vescovo poneva la neonata repubblica in una situazione internazionale estremamente instabile. Il suo territorio era incastonato fra le Province Unite ed i Paesi Bassi austriaci, entrambe retti da governi non favorevoli al colpo di stato che aveva rovesciato il Principe vescovo:
- le Province Unite erano rette da Guglielmo V d'Orange, che, appena due anni prima, aveva ferocemente represso la Prima Rivoluzione batava, di orientamento assai simile a quella in corso a Liegi.
- i Paesi Bassi austriaci, retti da un sovrano, Giuseppe II, cui le rivendicazioni degli insorti riecheggiavano sinistramente quelle avanzate, da alcuni anni, dai suoi propri sudditi dei Paesi Bassi austriaci.

Lì, infatti, l'Imperatore aveva cercato d'introdurre delle riforme che avrebbero grandemente aumentato l'autorità del sovrano, a danno di quella delle aristocrazie locali, riunite in assemblee detti "Stati". La crisi politica s'incancrenì, passando attraverso una rivolta a Bruxelles, il 14 maggio 1787 e lo scioglimento degli Stati del Brabante e dell'Hainaut e del Consiglio del Brabante, il 18 giugno 1789.

Al momento, però, gli Imperiali non avevano modo di intervenire direttamente a reprimere la rivoluzione di Liegi, in quanto il grosso dell'esercito era impegnato in oriente nella guerra con il Turco e le poche forze disponibili nei Paesi Bassi, affidate al generale d'Alton, erano impegnate nella repressione militar-poliziesca delle irrequiete proprie province.

Tuttavia, dalle intenzioni delle autorità imperiali v'era poco da sperare. Cosicché molto v'era da temere dopo che Giuseppe II avesse concluso con successo la guerra contro i Turchi.

### Sostegno ai partigiani belgi

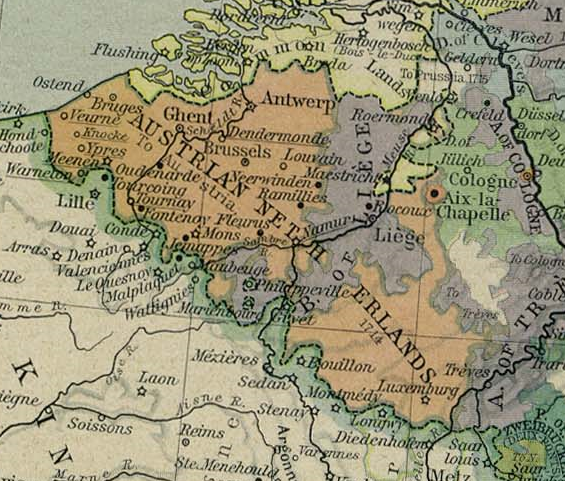
Il Principato di Liegi (in grigio) rinserrato nei Paesi Bassi austriaci (in arancione) alla vigilia della rivoluzione

Tale prospettiva sembrò avvicinarsi, al giungere della notizia delle due grandi vittorie del von Laudon a Belgrado, l'8 ottobre e del Principe di Coburgo sul fiume Rymnik, il 21 settembre.

Fu anche per questo, oltre che per simpatia nazionale, che i rivoluzionari di Liegi stabilirono di fornire il proprio sostegno a quella gran parte della classe dirigente dei Paesi Bassi austriaci che stava tentando una rivalsa.

L'affinità ideologica giocò, però, un ruolo, come dimostra la circostanza che, mentre gli esuli di parte aristocratica (come il van der Noot e il Van Eupen) avevano scelto di esiliarsi nelle Province Unite, nel territorio di Liegi si concentrarono gli esuli di parte popolare o democratica, a partire dal loro leader, il Vonck. Questi passò il confine all'inizio del 1788 e venne ad insediarsi nella città di Hasselt. Qui il governo repubblicano giunse a consentirgli di organizzare in banda un considerevole numero di espatriati dai Paesi Bassi austriaci ed esercitarli in evoluzioni militari.

### L'insurrezione del Brabante
Fu proprio una di queste bande, partita da Breda, nelle Province Unite (che la tolleravano in quanto posta sotto l'egida dell'opposizione aristocratica del van der Noot) che, sotto la guida del Vander Mersch effettuò una scorreria nei Paesi Bassi austriaci, il 24 ottobre 1789, conclusa con un'inattesa e brillante vittoria alla battaglia di Turnhout.
Di seguito, altre colonne d'insorti giunsero rapidamente dal territorio di Liegi e dalle Province Unite e, contro ogni previsione, furono capaci di cacciare le truppe imperiali da Gand e Bruxelles, costringendo il generale d'Alton a ripiegare addirittura su Lussemburgo.
Sulla compromissione delle autorità di Liegi non v'è alcun dubbio: ad esempio, una delle colonne d'insorti, diretta su Namur, giunse il 20 novembre a Liegi e vi venne talmente bene accolta dalle autorità e dalla popolazione da passarvi "tre giorni fra i divertimenti".

Arme del principato di Liegi

## L'intervento prussiano

### La condanna della camera imperiale
Mentre i Paesi Bassi austriaci si liberavano dal principe straniero, però, quasi contemporaneamente toccò alla repubblica di Liegi subire un'occupazione straniera. Era accaduto che, a seguito dell'appello del Principe vescovo in esilio al tribunale imperiale di Wetzlar, questi aveva incaricato il Circolo di Vestfalia (cui il Principato di Liegi apparteneva) di ristabilire la legalità istituzionale.
A sua volta, il Circolo di Vestfalia si era rivolto al Re di Prussia, Federico Guglielmo II, che aveva accettato di inviare sue truppe. Queste giunsero del Principato ed occuparono Liegi e le altre maggiori città e fortezze del Principato.

### Atteggiamento mediatorio dei Prussiani
Formalmente, la loro missione era imporre la restaurazione del Principe vescovo, ma Federico Guglielmo II aveva tutt'altre intenzioni. Così egli prese abbastanza apertamente la parte dei ribelli contro il loro principe e, per salvare la faccia, interpretò le istruzioni della camera imperiale come un mandato a mediare fra i rivoluzionari ed il Circolo di Vestfalia. Una circostanza che risulta chiarissima da due lettere che il Re di Prussia scrisse al de Hoensbroeck (il 31 dicembre 1789 e il 9 marzo 1790), in cui sosteneva di ritenere che i suoi 6 000 soldati, pur padroni della capitale e della cittadella, non avessero forza sufficiente per imporre l'esecuzione del decreto della camera imperiale; proponeva di accettare accomodamenti e minacciava, in caso contrario, di sgomberare restituendo ai ribelli "il principato di Liegi nello stato in cui l'ho trovato, quando le mie truppe lo hanno occupato".
Nel frattempo, le sue truppe davano mostra di essere a Liegi per proteggere i ribelli, piuttosto che per sottometterli. E, per rendere ancor meno equivoche le sue intenzioni, comandava al proprio generale Schœnfeld di accettare il comando dell'esercito dei ribelli del Brabante.

### Reale interesse dei Prussiani

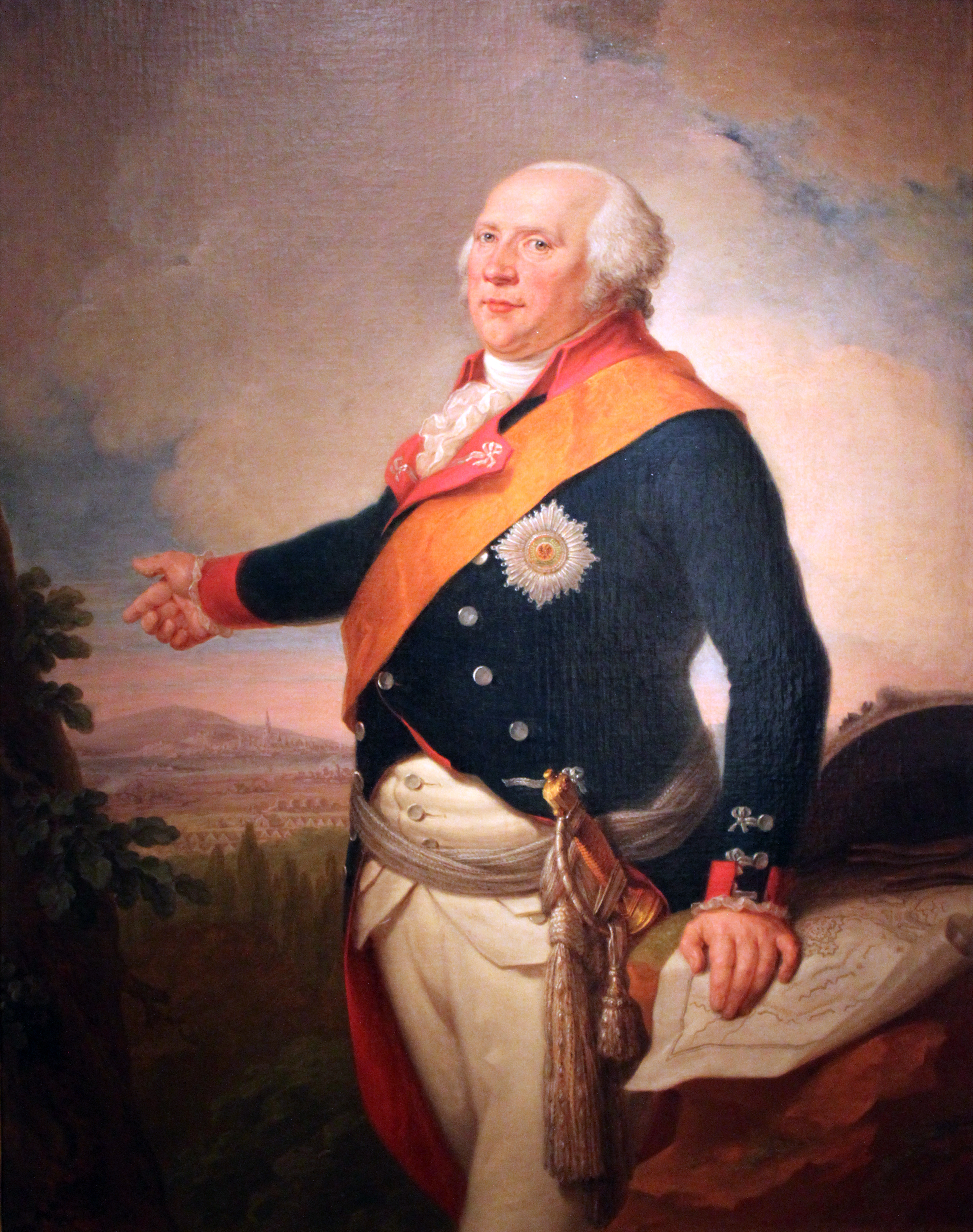
Federico Guglielmo II di Prussia

In realtà, Federico Guglielmo II di Prussia era sovranamente indifferente al destino del vescovo o dei ribelli di Liegi, tanto meno a quelli del Brabante. Come confessato a chiare lettere dal generale Schlieffen, comandante il corpo d'occupazione, in un'importante lettera del 23 febbraio 1790
La sola preoccupazione di quel sovrano e del suo ministro von Hertzberg era indebolire gli Asburgo d'Austria, in quel momento impegnati alla guerra contro i Turchi e perciò, per il momento, del tutto impossibilitati a muoversi fuori dalla loro grande fortezza di Lussemburgo. Coerentemente, il von Hertzberg insistette ripetutamente (e senza successo) con i suoi alleati nella Triplice Alleanza (Regno Unito e Province Unite) per un congiunto riconoscimento dell'indipendenza del Belgio, ribelle alla Casa d'Austria.
Una partita che egli sembrò voler giocare sino in fondo, concludendo, il 31 gennaio 1790, un'alleanza con il sultano Selim III, che lo impegnava ad entrare in guerra contro San Pietroburgo e, soprattutto, Vienna, nella primavera del 1790. Ciò che obbligò il nuovo Imperatore Leopoldo II a richiamare 100 000 uomini dal Danubio alla Boemia, in attesa della pugnalata alla schiena del Re di Prussia.
In questo contesto, appare del tutto evidente come il destino del Principato di Liegi non avesse alcuna importanza per le potenze. Se non per Vienna, in quanto la repressione della rivoluzione di Liegi avrebbe rappresentato un inevitabile corollario alla sperata repressione della Insurrezione del Brabante.
Dunque, sin dall'arrivo del corpo di occupazione prussiano, si può ben dire che i ribelli di Liegi non furono mai liberi e che la loro indipendenza durò, in effetti, solo tre mesi. Per tutto il restante tempo, essi non furono che delle pedine nelle mani della corte di Berlino, senza possedere i mezzi per imporre alcuna soluzione.

## Accordo generale fra Prussia ed Austria

### Posizione del Principe Vescovo
Speculare a quella dei ribelli era la posizione del Principe vescovo, il quale ottenne un nuovo pronunciamento della camera imperiale, il 2 dicembre 1789, dopo il precedente del 27 agosto, ma non possedeva i mezzi per imporne l'esecuzione.
Le sue chance di successo dipendevano interamente dall'eventualità che Leopoldo II potesse recuperare il controllo dei Paesi Bassi austriaci. Ma, anche in questo caso, non era detto che de Hoensbroeck non fosse comunque costretto a non imporre la reintroduzione del Regolamento del 1684: non aveva lo stesso Leopoldo II, all'indomani della morte del fratello e predecessore, promesso ai Belgi che avrebbe conservato loro tutti i loro antichi privilegi?

### Il Congresso di Reichenbach

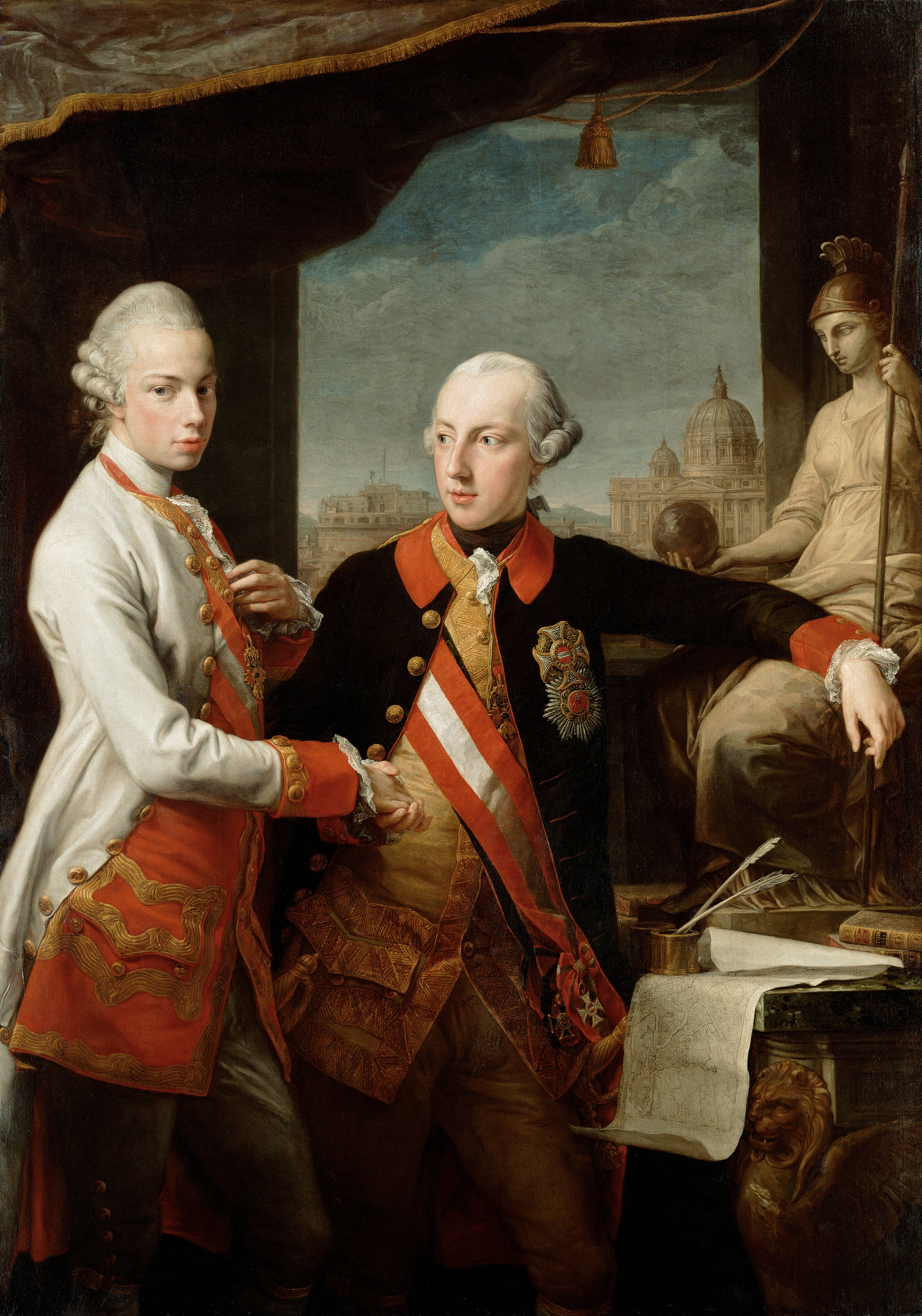
Leopoldo II ed il fratello maggiore e predecessore Giuseppe II, nel 1769

La crisi fra Vienna e Berlino giunse al suo culmine nell'estate 1790, con i due eserciti schierati al confine fra Boemia e Slesia. Fu allora che Leopoldo II rinunciò a pretendere dall'Impero ottomano, sconfitto sul campo, che dei minimi guadagni territoriali, e Federico Guglielmo II ad ogni guadagno territoriale in Polonia nonché ad ogni sostegno alle due rivoluzioni di Liegi e del Brabante. L'intesa venne sancita il 27 luglio 1790 alla Conferenza di Reichenbach.

### Il Congresso dell'Aia
Seguì un congresso diplomatico, aperto all'Aia nel settembre 1790, alla presenza dei ministri dell'Imperatore, di Prussia, Inghilterra e Province Unite. Ma non v'era più nulla da decidere: il 31 ottobre il congresso inviò alle Province Unite del Belgio un ultimatum di venti giorni. Queste, la notte del 21-22 novembre provarono a controproporre di ottenere l'indipendenza in cambio dell'incoronazione a re del Belgio dell'Arciduca Carlo, terzo figlio di Leopoldo II.

## Il ritorno del Principe vescovo

### Arrivo di un corpo d'invasione imperiale
L'offerta venne portata al feldmaresciallo von Bender, che comandava i 40 000 Imperiali, accampati ai confini delle province ribelli, che la rifiutò sdegnosamente.
Anzi, avanzò sulla prima città insorta, Namur, che si arrese il 24. Il 2 dicembre entrò in Bruxelles. In generale, nessuna città fece resistenza. Ma è soprattutto da notare come anche le truppe belghe non ingaggiassero nemmeno combattimento. In effetti, esse erano comandate dal prussiano Schœnfeld, a suo tempo inviato da Federico Guglielmo II ed è lecito ritenere, in questa inazione, l'ennesima dimostrazione di come la politica spregiudicata di quel sovrano avesse trasformato i ribelli dei due stati belgi nelle misere pedine del suo grande gioco.

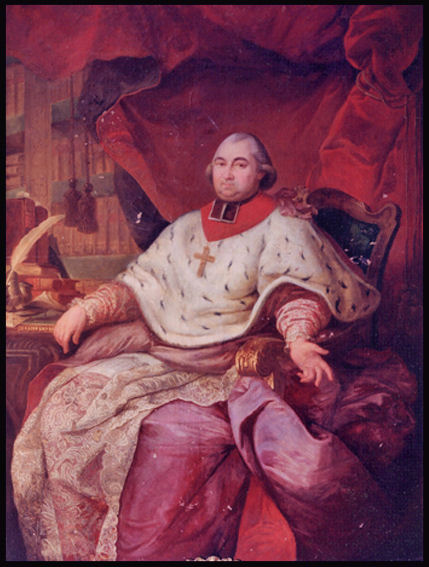
François-Antoine-Marie de Méan, ultimo Principe Vescovo di Liegi

### Sottomissione della città di Liegi
Quanto al Principato, il suo territorio venne violato per permettere il passaggio del corpo di invasione del Bender, ma l'autoproclamata repubblica non venne cessata prima del 12 gennaio 1791, giorno in cui entrò in Liegi, senza trovare opposizione, un distaccamento dell'esercito imperiale.
Subito, si procedette ad una repressione che spinse diversi oppositori all'esilio. La maggior parte si rifugiò a Parigi.

### Ripristino delle antiche libertà costituzionali
Le autorità si sottomisero ai decreti della camera imperiale ed accettarono di ristabilire il potere del Principe vescovo. Tuttavia, l'Hoensbroeck rientrava assicurando il pieno rispetto delle antiche costituzioni. Infatti, pubblicò una legge, che sanzionava il principio consacrato dall'antica Pace di Fexhe, ovvero che le leggi dovessero essere discusse ed accettate "dal seno del Paese" (par le sens du pays), ovvero con il concorso degli Stati; non solo, il principe impegnava sé stesso e i propri successori a non emanare leggi, anche in materia di polizia, senza prima consultare gli Stati.
Come si vede, si trattava di una sostanziale ritrattazione delle cause che avevano portato all'affare della casa da gioco di Spa e alla rivoluzione del 1789. In perfetta coerenza con quanto parallelamente avveniva nei Paesi Bassi austriaci, né la coincidenza stupisce considerando che solo alla protezione di Leopoldo II l'Hoensbroeck doveva il proprio ritorno sulla cattedra episcopale.
Epperò, tale circostanza va sottolineata in quanto dice molto delle grandi affinità che legarono la Rivoluzione del Brabante a quella di Liegi: in effetti, a distinguerle, v'è essenzialmente la diversa natura del partito rivoluzionario al potere durante l'insurrezione: nobiliare nei Paesi Bassi austriaci, democratico-giacobino nel Principato.

## Avvenimenti successivi
Nel 1792 Hoensbroeck morì e gli successe il de Méan. Poco dopo egli dovette fuggire a seguito della battaglia di Jemappes, che permise alle truppe francesi del Dumouriez di assumere il controllo del Principato e dei Paesi Bassi austriaci.
Fu questo il momento in cui i giacobini di Liegi, esuli in Francia e rientrati nel Principato al seguito delle truppe del Dumouriez, si resero responsabili della demolizione della Cattedrale di San Lamberto e del plebiscito che, nel 1793, sanzionò l'annessione di Liegi alla Francia.

## Dibattito storiografico
A volte, nell'espressione Rivoluzione di Liegi vengono ricompresi anche i successivi avvenimenti, sino alla seconda annessione, nel 1795, del Principato di Liegi da parte della Francia rivoluzionaria. Tale sintesi risponde anzitutto ad esigenze di mera semplicità espositiva.
Tuttavia, più spesso, essa nasconde un approccio di tradizione francofila al problema dell'interpretazione delle annessioni del Belgio e della Cisrenania. Ad esempio Hervé Hasquin sostiene che la Rivoluzione di Liegi sia uno specchio della Rivoluzione francese, della quale essa può essere considerata, secondo lui, un segmento.